# Robert Nikolic
Robert Nikolic (Bonn, 1968. augusztus 1. –) német labdarúgóhátvéd.

## Pályafutása
Pályafutását a helyi Bonner SC-ben kezdte. 1984 és 1988 között a Bayer 04 Leverkusen junior játékosa volt. Profi pályafutását 1988-ban kezdte a Borussia Dortmund csapatában. A sárga-feketékkel Ligakupát nyert, 1991-ben szerződött az FC St. Pauliba. 1993 és 1997 közt a Rot-Weiß Oberhausent erősítette. 1999-ig a KFC Uerdingen 05-ben játszott. Ekkor szerződött 1. FSV Mainz 05-be, ahol 2005-ös visszavonulásáig több mint 100 meccsen játszott. 2001-ben rövid ideig az SV Darmstadt 98-nál volt kölcsönben.